# Biologija človeka
Biologija človeka je interdisciplinarna veda, ki združuje biologijo, fizično antropologijo in medicino, predmet preučevanja katere je človek. Jasna meja med biologijo človeka in medicino ne obstaja, se pa raziskovalci s tega področja posvečajo bolj raziskavam na ravni populacij ali celotnega človeštva.
Biologija človeka preučuje genetske razlike med populacijami, razlike med ljudmi, ki so posledica razlik v življenjskem okolju (npr. barva kože), rast in razvoj človeka ter demografijo, z vidika človeške evolucije.
Sorodna veda biologiji človeka je primatologija.